# Marian Smoluchowski
Marian Smoluchowski (Marian Ritter von Smolan Smoluchowski), poljski fizik in planinec, * 28. maj 1872, Vorderbrühl pri Dunaju, Avstro-Ogrska (sedaj Avstrija), † 5. september 1917, Krakov, Poljska.

## Življenje
Smoluchowski je med letoma 1880 in 1890 obiskoval dunajski Terezijanski kolegij (Collegium Theresianum). Nato je začel študirati fiziko na Dunaju. Tu so bili med drugim njegovi učitelji: Stefan, Exner in Weyr. Boltzmann je bil med študijem Smoluchowskega na Univerzi v Münchnu in se je na Dunaj vrnil leta 1894 po Stefanovi smrti. Tedaj je Smoluchowki služil vojaški rok v Avstro-ogrski vojski. Zgleda da nista imela osebnih stikov, čeprav je delo Smoluchowskega sledilo tradiciji Boltzmannovih zamisli. Smoluchowski je doktoriral leta 1895 z dizertacijo Akustične raziskave elestičnosti mehkih materialov. Nekaj let se je izpopolnjeval na drugih univerzah (Pariz, Eastbourne, London Glasgow in Berlin). Leta 1898 je postal privatni docent na Dunaju, leta 1899 pa je sprejel službo privatnega docenta na Univerzi v Lvovu. Leta 1900 je tam postal izredni, leta 1903 pa redni profesor fizike.
Smoluchowski je leta 1913 odšel v Krakov, kjer je na Jagelonski univerzi prevzel stolico na Oddelku za eksperimentalno fiziko in nasledil Witkowskega, ki je imel Smoluchowskega dolgo časa za svojega naslednika. Po izbruhu vojne so pogoji za delo postali nenavadno težki. Prostorno in sodobno zgradbo Oddelka za fiziko, ki jo je malo pred tem dal zgraditi Witkowski, so vojaške oblasti pretvorile v bolnišnico. Na odločitev Smoluchowskega da se preseli v Krakov so vplivali tudi dobri pogoji dela v tej zgradbi. Zaradi nastalega položaja pa je bil prisiljen delati na nekdanjem oddelku leta 1915 preminulega profesorja Olszewskega. Med predavanji eksperimentalne fizike Smoluchowskega je bilo skoraj nemogoče uporabljati tudi najpreprostejšo eksperimentalno opremo.
Njegovi najbolj znani študenti so bili: Patkowski, Loria in Dziewulski. Med drugim se je ukvarjal tudi s smučanjem, planinstvom v Alpah in Tatrah, akvarelnim slikarstvom in igranjem na klavir. Jagelonska univerza ga je leta 1917 izbrala za svojega rektorja, vendar službe ni nikoli opravljal, saj je tega leta umrl za posledicami epidemije griže. V svoji osmrtnici je profesor Natanson zapisal: »Z velikim zadovoljstvom bom obudil privlačnost njegovega življenja, viteško milino njegovega srca, združeni z izredno prijaznostjo. Želim si da bi lahko obnovil nenavadno privlačnost njegove osebnosti, priklical v spomin kako je bil preprost, skromen, plah, vendar vedno poln čiste, skoraj nenamerne radosti.« 
Bil je član Kopernikovega društva naravoslovcev in Poljske akademije umetnosti. Leta 1901 se je poročil z Zofio Baraniecko. Imela sta dva otroka: hčer Aldono (1902–1984) in sina Romana (1910–1996).

## Delo
Njegovo znanstveno delo je vsebovalo temeljne dosežke na področju molekularno-kinetične teorije snovi. Leta 1904 je prvi opazil obstoj sprememb v gostoti plinske faze. Leta 1908 je prvi pripisal pojav kritične opalescence veliki gostoti sprememb, spremembam lomnega količnika tekočin. Raziskoval je tudi modro barvo dnevnega neba kot posledico raztrosa svetlobe med spremembami v ozračju in leta 1906, neodvisno od Einsteina pojasnil Brownovo gibanje delcev. Podal je enačbo, ki je postala pomembna osnova teorije stohastičnih procesov.

## Priznanja
Od leta 1965 Poljsko fizikalno društvo (PTF) za dosežke v fiziki njemu v čast podeljuje Medaljo Mariana Smoluchowskega.

### Poimenovanja
Mednarodna astronomska zveza je leta 1970 po njem imenovala udarni krater Smoluchowski na Luni.